# Dreamkatcher
Pour les articles homonymes, voir Dreamcatcher.
Pour plus de détails, voir Fiche technique et Distribution.
Dreamkatcher est un film américain coproduit et réalisé par Kerry Harris, sorti en 2020. Il s'agit de son premier long métrage.

## Synopsis
Luke Henry Thomas retrouve la maison perdue en plein milieu de la campagne. Il ne l'a plus revue depuis la mort de sa femme, morte noyée dans le lac. Il est accompagné de son fils Josh (Finlay Wojtak-Hissong), traumatisé par la mort de sa mère, et de sa nouvelle compagne, la pédopsychiatre Gail (Radha Mitchell). Une nuit, en plein sommeil, Josh est réveillé en criant, ce qui fait réveiller son père et sa nouvelle « maman » : il s'agit d'un cauchemar éveillé. Quelques jours après, Luke doit retourner en ville. Gail préfère y rester avec Josh, même si leur relation est difficile. Ces derniers font une randonnée, et tombent sur la maison de Ruth (Lin Shaye) qui abrite les attrapes-rêves ainsi que d'autres objets artisanaux. Gail en est contre, et refuse d'en acheter un pour Josh. Les nuits continuent à hanter Josh, par la visite de sa vraie mère Becky (Jules Willcox), et Gail aussi. Cette dernière croit tout provient de Josh. Un matin, Gail se réveille : Josh a disparu. Josh s'est faufilé chez Ruth pour voir les attrapes-rêves. Ruth et Josh se discutent sur la mort de sa mère, jusqu'à ce que Gail n'apparaissent. Pendant que Gail discute avec Ruth, Josh visite les pièces inhabitées et y trouve un coffre rempli d'attrapes-rêves : il en vole donc un et le met dans son sac à dos, ni vu ni connu. De retour à la maison, Gail s'inquiète de plus en plus : la maison semble être hantée, mais n'y pense plus. Josh dort avec son nouvel attrape-rêve, mais le cauchemar est pire. À un moment donné, Ruth ressent le mal… et découvre que Josh a volé un attrape-rêve, qui provoque la hantise des entités maléfiques…

## Fiche technique
Sauf indication contraire, les informations mentionnées dans cette section peuvent être confirmées par la base de données cinématographiques IMDb,  présente dans la section « Liens externes ».
- Titre original et français : Dreamkatcher
- Réalisation : Kerry Harris
- Scénario : Dan V. Shea, d'après une histoire de Kerry Harris et Dan V. Shea
- Musique : Joseph Bishara
- Direction artistique : Scott Hill
- Décors et costumes : Alexandra Kaucher
- Photographie : George Wieser
- Montage : Collin Kriner
- Production : Kerry Harris, Annie Stewart, Christian Taylor et Orian Williams

Coproduction : J. Christian Ingvordsen, Nicholas Levis et Sibel Sunar
Production déléguée : Barry Brooker, Clay Epstein, Radha Mitchell, Gina Rugolo, Lin Shaye et Stan Wertlieb
- Société de production : Taylor Lane Productions
- Société de distribution : Grindstone Entertainment Group (États-Unis) ; Metropolitan Filmexport (France)
- Pays d'origine :  États-Unis
- Langue originale : anglais
- Format : couleur
- Genres : horreur, thriller
- Durée : 85 minutes
- Dates de sorties : 
  - États-Unis : 27 avril 2020
  - France : 10 août 2020 (Vidéo)

## Distribution
- Radha Mitchell : Gail
- Henry Thomas : Luke
- Finlay Wojtak-Hissong : Josh
- Lin Shaye (VF : Frédérique Cantrel) : Ruth
- Jules Willcox : Becky
- Joseph Bishara
- Duncan Foster-Allen : Noah
- J. Christian Ingvordsen : le shérif adjoint

## Production
En juillet 2019, on annonce que Lin Shaye, Radha Mitchell et Henry Thomas sont engagés dans le film d'horreur, aux côtés de Finlay Wojtak-Hissong qui joue le fils, Jules Willcox et Joseph Bishara. Il s'agit du premier long métrage du réalisateur Kerry Harris, qui partage son histoire avec Dan V. Shea. Ce dernier signe le scénario. Christian Taylor de la société Taylor Lane Productions, Orian Williams , Annie Stewart et Kerry Harris en sont producteurs. Clay Epstein, Radha  Mitchell, Lin Shaye, et Gina Rugolo en sont producteurs délégués.
Le tournage a lieu à Bovina dans le comté de Delaware de New York.